# Chapman Valley Shire
Koordinaten: 28° 30′ S, 114° 47′ O

Das Shire of Chapman Valley ist ein lokales Verwaltungsgebiet (LGA) im australischen Bundesstaat Western Australia. Das Gebiet ist 3965 km² groß und hat etwa 1400 Einwohner (2016).
Chapman Valley liegt im Westen des Staates an der australischen Westküste etwa 400 Kilometer nördlich der Hauptstadt Perth. Der Sitz des Shire Councils befindet sich in der Ortschaft Nabawa, wo etwa 130 Einwohner leben (2016).

## Verwaltung
Der Chapman Valley Council hat acht Mitglieder, die von den Bewohnern der zwei Wards (vier aus dem North East Ward, zwei aus dem South West Ward) gewählt. Aus dem Kreis der Councillor rekrutiert sich auch der Ratsvorsitzende und President des Shires.